# Magyar Rádió
Magyar Rádió (MR) – węgierski publiczny nadawca radiowy. Funkcjonuje od 1 grudnia 1925.
Od 1 lipca 2015 r. stanowi część Duna Médiaszolgáltató.